# Skräckdagar i Prag
Skräckdagar i Prag är en amerikansk film från 1943 i regi av Fritz Lang. Filmen är den enda Hollywoodfilm som Bertolt Brecht krediterades för som manusförfattare. Filmen bygger på, men är inte en helt korrekt beskrivning av, händelserna kring mordet på Reinhard Heydrich, dåvarande riksprotektor för det av Nazityskland ockuperade Böhmen-Mähren. Filmen nominerades senare till Oscars i kategorierna bästa musik och bästa ljud. Den svenska premiären dröjde fram till maj 1945, samma månad som Nazityskland kapitulerade inför de allierade styrkorna.

## Rollista
- Brian Donlevy – Franticek Svoboda / Karel Vanek
- Walter Brennan – professor Stephen Novotny
- Anna Lee – Masha Novotny
- Gene Lockhart – Emil Czaka
- Dennis O'Keefe – Jan Horak
- Margaret Wycherly – Ludmilla Novotny
- Nana Bryant – Hellie Novotny
- William Roy – Boda Novotny
- Hans Heinrich von Twardowski – Reinhard Heydrich
- Alexander Granach – Alois Gruber
- Tonio Selwart – Kurt Haas
- Jonathan Hale – Dedic
- Lionel Stander – Banya
- Sarah Padden – Mrs. Georgia Dvorak
- Edmund MacDonald – Dr. Pillar